# Tipula (Lunatipula) usitata
Tipula (Lunatipula) usitata is een tweevleugelige uit de familie langpootmuggen (Tipulidae). De soort komt voor in het Nearctisch gebied.